# Trưng Vương, Uông Bí
Trưng Vương là một phường thuộc thành phố Uông Bí, tỉnh Quảng Ninh, Việt Nam.

## Địa lý
Phường Trưng Vương nằm ở phía nam thành phố Uông Bí, có vị trí địa lý:
- Phía đông giáp thị xã Quảng Yên và phường Nam Khê
- Phía tây giáp phường Quang Trung
- Phía nam giáp thành phố Hải Phòng và thị xã Quảng Yên
- Phía bắc giáp phường Bắc Sơn.

Phường Trưng Vương có diện tích 15,46 km², dân số năm 2018 là 10.020 người, mật độ dân số đạt 648 người/km².

## Lịch sử
Địa bàn phường Trưng Vương hiện nay trước đây vốn là phường Trưng Vương và xã Điền Công.
Xã Điền Công trước đó thuộc huyện Yên Hưng cũ (nay là thị xã Quảng Yên), được thành lập vào ngày 28 tháng 10 năm 1961 trên cơ sở tách thôn Điền Công thuộc xã Yên Thanh. Ngày 12 tháng 6 năm 2006, xã được sáp nhập vào thị xã Uông Bí.
Trước khi sáp nhập, phường Trưng Vương có diện tích 3,53 km², dân số là 8.244 người, mật độ dân số đạt 2.335 người/km². Xã Điền Công có diện tích 11,93 km², dân số là 1.776 người, mật độ dân số đạt 149 người/km².
Ngày 17 tháng 12 năm 2019, Ủy ban thường vụ Quốc hội ban hành Nghị quyết số 837/NQ-UBTVQH14 về việc sắp xếp các đơn vị hành chính cấp huyện, cấp xã thuộc tỉnh Quảng Ninh (nghị quyết có hiệu lực từ ngày 1 tháng 1 năm 2020). Theo đó, sáp nhập toàn bộ diện tích và dân số của xã Điền Công vào phường Trưng Vương.
Ngày 31 tháng 3 năm 2020, đổi tên 3 khu phố: 1, 2, 3 (trước đó thuộc xã Điền Công cũ) thành 3 khu phố: Đền Công 1, Đền Công 2, Đền Công 3.

## Hành chính
Phường Trưng Vương được chia thành 10 khu phố: I, II, III, IV, V, VI, VII, Đền Công 1, Đền Công 2, Đền Công 3.